# Bernadette Watts
Bernadette Watts (* 13. Mai 1942 in Northampton, England) ist eine englische Illustratorin und Kinderbuchautorin.

## Leben
Bernadette Watts studierte Illustration und Kunst am Maidstone College of Art in Kent. Seit 1968 arbeitet sie als freie Illustratorin. Bernadette Watts hat unzählige Märchen der Brüder Grimm und von Hans Christian Andersen illustriert. Im deutschsprachigen Raum erschienen ihre Bücher meist unter ihrem Künstlernamen Bernadette. Ihre Bücher sind in zahlreichen Sprachen übersetzt worden.
Watts ist Mutter eines Sohnes und lebt in Kent.

## Veröffentlichungen (Auswahl)
- Rotkäppchen. NordSüd Verlag, Zürich 1968, ISBN 978-3-314-00031-7
- Hans Müllermann. NordSüd Verlag, Zürich 1969
- Varenka. NordSüd Verlag, Zürich 1971, ISBN 978-3-314-01672-1
- Hänsel und Gretel. NordSüd Verlag, Zürich 1973, ISBN 978-3-314-00020-1
- Das hässliche Entlein. NordSüd Verlag, Zürich, ISBN 978-3-314-01037-8
- Schuster Martin. NordSüd Verlag, Zürich, ISBN 978-3-314-00268-7
- Schneewittchen. NordSüd Verlag, Zürich 1983, ISBN 978-3-314-10019-2
- Der kleine Gärtner. NordSüd Verlag, Zürich 1986, ISBN 978-3-314-01668-4
- Die Schneekönigin. NordSüd Verlag, Zürich, ISBN 978-3-314-00292-2
- Schneeflocke. NordSüd Verlag, Zürich 2009, ISBN 978-3-314-01306-5
- Die drei kleinen Schweinchen. NordSüd Verlag, Zürich 2012, ISBN 978-3-314-10068-0
- Wollen wir Freunde sein?. NordSüd Verlag, Zürich 2012, ISBN 978-3-314-10156-4
- Der goldene Teller. NordSüd Verlag, Zürich 2014, ISBN 978-3-314-10237-0
- Märchen und Erzählungen. NordSüd Verlag, Zürich 2014, ISBN 978-3-314-10255-4
- Der Hase und die Schildkröte. NordSüd Verlag, Zürich 2015, ISBN 978-3-314-10258-5
- Frau Holle. NordSüd Verlag, Zürich 2016, ISBN 978-3-314-10356-8
- Der kleine Trommler. NordSüd Verlag, Zürich 2018, ISBN 978-3-314-10450-3